# Västerbotten
Västerbotten ( PRONÚNCIA), raramente Bótnia Ocidental  (latinizado: Vestrobotnia, Westrobotnia, Bothnia Occidentalis), é uma província histórica da Suécia, situada na região histórica da Norlândia (Norrland), no norte do país, e localizada no litoral, junto à baía de Bótnia e ao estreito de Kvarken.

Com uma área de 16 331 km2, ocupa 3,7% da superfície total do país e tem uma população de 234 817 habitantes (2023).

Ao contrário do resto da Suécia, a identidade regional dos habitantes das províncias históricas da Lapónia, Norrbotten e Västerbotten não está focada nessas províncias mas sim nos condados atuais de Norrbotten e Västerbotten.
Como província histórica, Västerbotten não possui funções administrativas, nem significado político, mas está diariamente presente nos mais variados contextos, como por exemplo em Västerbottens museum (Museu de Västerbotten), Västerbottens-Kuriren (jornal Correio de Västerbotten) e Västerbottens Fotbollförbund (Federação de futebol de Västerbotten).

## Etimologia e uso
O nome geográfico Västerbotten deriva do sueco antigo Vaestra butn, e é composto pelas palavras väster (oeste) e botten (parte de dentro de um golfo/baía/enseada, em alusão à Baía de Bótnia).
Antigamente, Västerbotten abrangia não só Västerbotten mas também Norrbotten.  Enquanto Västerbotten e Norrbotten ficam no lado oeste do Golfo de Bótnia, e pertencem à Suécia, Österbotten fica no lado leste, e pertence à Finlândia. Na língua do dia-a-dia, ao contrário do resto da Suécia, Västerbotten e Norrbotten são associados aos condados de Västerbotten e Norrbotten, e não às províncias históricas de Västerbotten e Norrbotten. A menção mais antiga a Västerbotten como província data de 1491: Westrabotnen em sueco antigo.
Em textos em português  costuma ser usada a forma original Västerbotten.

| “ | A província de Västerbotten (AC), onde se situam Skellefteå, Byske, Bureå, Burträsk e Jörn… | ” |

## A província histórica e o condado atual
A província histórica de Västerbotten forma juntamente com o sul da província histórica da Lapónia o atual condado de Västerbotten.

A Província histórica de Västerbotten
A Província histórica da Lapônia Lappland
O condado de Västerbotten

## História
Os primeiros vestígios de presença humana surgem há 9 000 anos, quando a calota glacial estava a derreter.
A primeira menção conhecida da região de Västerbotten data de 1314, quando as localidades de Umeå e Bygdeå são referidas como paróquias eclesiásticas, nas quais eram recolhidos impostos. Como província sueca (landskap), a primeira referência histórica a Västerbotten aparece em 1454, mas é provável que a sua criação tenha tido lugar já em 1441.
A colonização sueca destas terras, habitadas até aí principalmente por lapões e finlandeses, foi iniciada no século XIV. Os colonos suecos eram camponeses vindos da Ångermanland e de outras províncias da Suécia e da Finlândia. A população sueca era muito escassa, rondando as 1500 pessoas, não sendo os lapões considerados nas estatísticas. A ocupação principal era a agricultura, com destaque para a cevada, lado a lado com a criação de vacas e cabras, para além da caça e da pesca.
A partir do século XVI os jovens camponeses começaram a ser recrutados para o exército sueco. No século XVII começou a exploração das minas da região, e foram abertas serrações para aproveitar os enormes recursos florestais. No século XVIII e XIX Västerbotten foi assolada por grandes fomes, tendo a população sido obrigada a comer ”plantas selvagens” para sobreviver.

### Heráldica

O brasão de armas é representado por uma rena prateada, juncada de estrelas douradas. O brasão esteve presente por ocasião do funeral do rei Gustav Vasa em 1560, representando todo o território sueco a oeste do golfo de Bótnia.

## Geografia
Västerbotten é banhada pelo golfo de Bótnia a leste, e limitada por Norrbotten a norte, Lapónia a oeste e Ångermanland a sul. É constituída por uma faixa costeira (kustlandet) de 30-100 km de terras baixas e uma zona interior (skogslandet) mais elevada e coberta por florestas de pinheiros e abetos. Tem um clima continental, condicionado pela proximidade ao Círculo Polar Ártico, com verões quentes e invernos frios.
Existem numerosos pequenos lagos - com destaque para o Bygdeträsket, e três grandes rios - o Umeälven, o Vindelälven e o Skellefteälven, vindos da Lappland, atravessando Västerbotten e desaguando no Mar Báltico. O Vindelälven é um dos poucos rios da Norrland, sem barragens hidroelétricas, ao contrário do Umeälven e do Skellefteälven. A barragem de Stornorrfors, no Umeälven, é uma das maiores barragens produtoras de energia elétrica do norte da Europa.
As duas cidades - Umeå e Skellefteå - e as duas localidades - Boliden e Vindeln - constituem os principais agregados populacionais da província. Umeå é a maior cidade e a capital do condado de Västerbotten. 
| - Limites: Norte - Norrbotten, Leste – Mar Báltico, Sul - Ångermanland, Oeste – Lapônia - Condados: Condado de Västerbotten - Montanhas - Åmliden (550 m) - Rios: Ume, Vindel, Skellefte - Lagos: Bygdeträsket - Cidades: Umeå, Skellefteå - Estradas: E4, E12 |

### Comunas da província histórica de Västerbotten
| Bjurholm | Norsjö | Robertsfors | Skellefteå | Umeå | Vännäs | Vindeln |
| Bjurholm | Norsjö | Robertsfors | Skellefteå | Umeå | Vännäs | Vindeln |

## Comunicações
A província é atravessada na orla costeira pela estrada europeia E4, desde Norrbotten até Ångermanland, passando pelas cidades de Skellefteå e Umeå, e ainda transversalmente pela E4, desde a Lapónia até à costa do Golfo de Bótnia, passando por Umeå. Existe uma ferrovia, pelo interior da província, ligando Umeå a Skellefteå, e com ligações às províncias de Ångermanland, Lapónia e Norrbotten. Para os transportes aéreos, Västerbotten dispõe do Aeroporto de Umeå e do Aeroporto de Skellefteå. Os principais portos de mercadorias estão localizados em Umeå, Skellefteå, Kåge e Rönnskär, estando o principal porto de passageiros situado em Umeå, com ligação a Vasa, na Finlândia.

## Economia
A economia de Västerbotten está baseada nas indústrias florestais, nas barragens hidroelétricas do Umeälven e do Skellefteälven, nas minas do jazigo mineiro de Skelleftefältet e na fábrica de fundição de minérios de Rönnskärsverken. Com o advento da universidade de Umeå, o setor do ensino e dos serviços ganhou um lugar importante na economia da região.
- Agricultura e exploração da floresta
- Indústria florestal
- Centrais hidro-elétricas (nos rios Umeälven e Skellefteälven)
- Zona mineira de Skellefteå, até à Lapónia, onde é extraído ouro, cobre, zinco
- Fábrica de fundição de Rönnskärsverket, para os minérios provenientes da região de Skellefteå, produzindo cobre, zinco, chumbo, ouro, etc.
- Unversidade de Umeå

## Património histórico, cultural e turístico
- Svenska skidmuseet - Museu do esqui da Suécia, em Umeå[22]
- Barragem de Stornorrfors - Uma das maiores centrais hidro-elétricas do Norte da Europa, perto de Umeå[23]
- Pengsjö nybyggarmuseum - Museu da colonização da Lapónia selvagem, a uns 20 km de Umeå[24]
- Rota Azul (Blå vägen) – Rota internacional turística pela Noruega, Suécia, Finlândia e Rússia, seguindo o rio Ume älv na Suécia.[25]

### Culinária

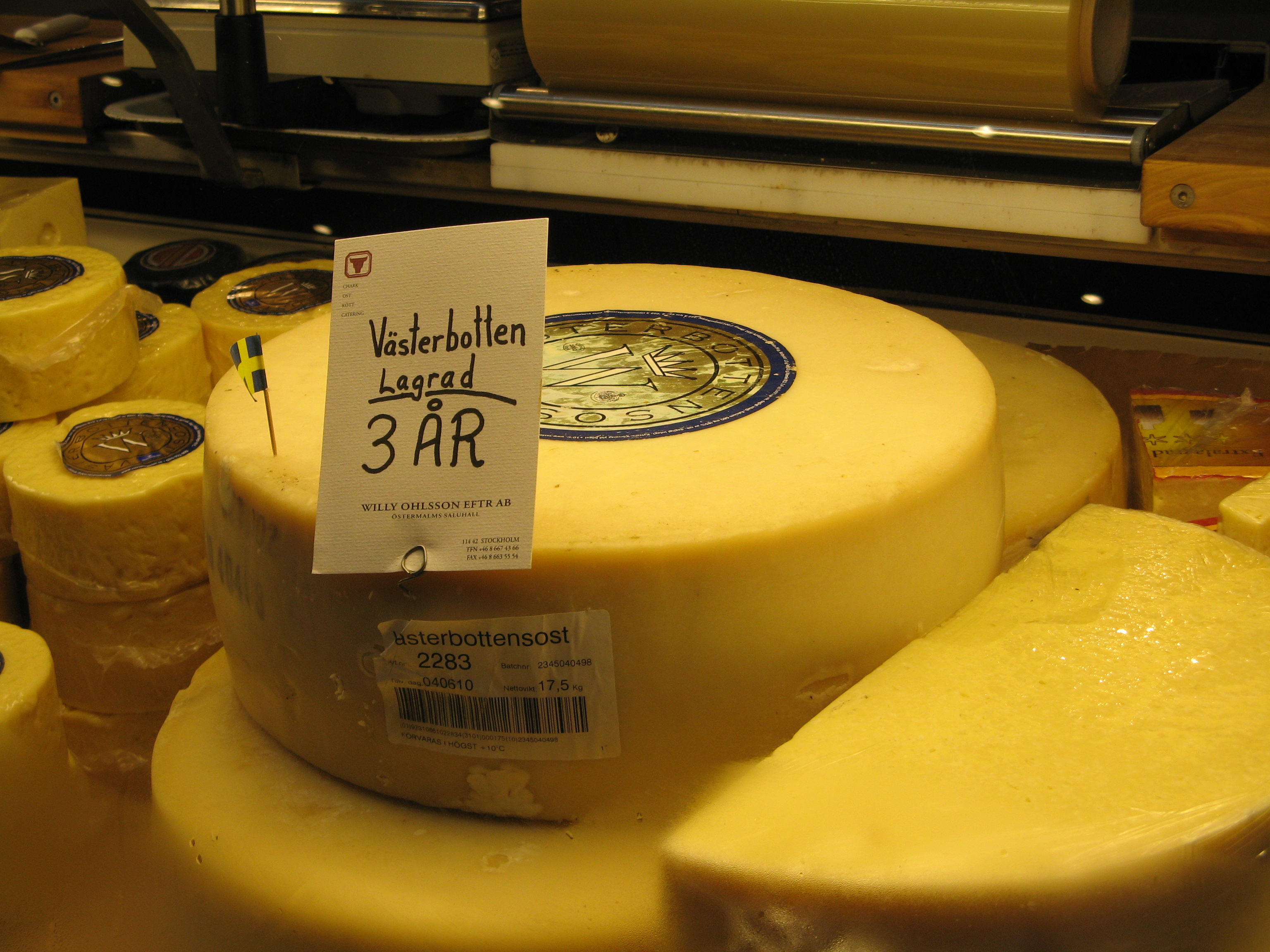
Västerbottenost

Västerbotten é conhecida pelo seu famoso queijo Västerbottensost (lit. Queijo de Västerbotten).

## Galeria

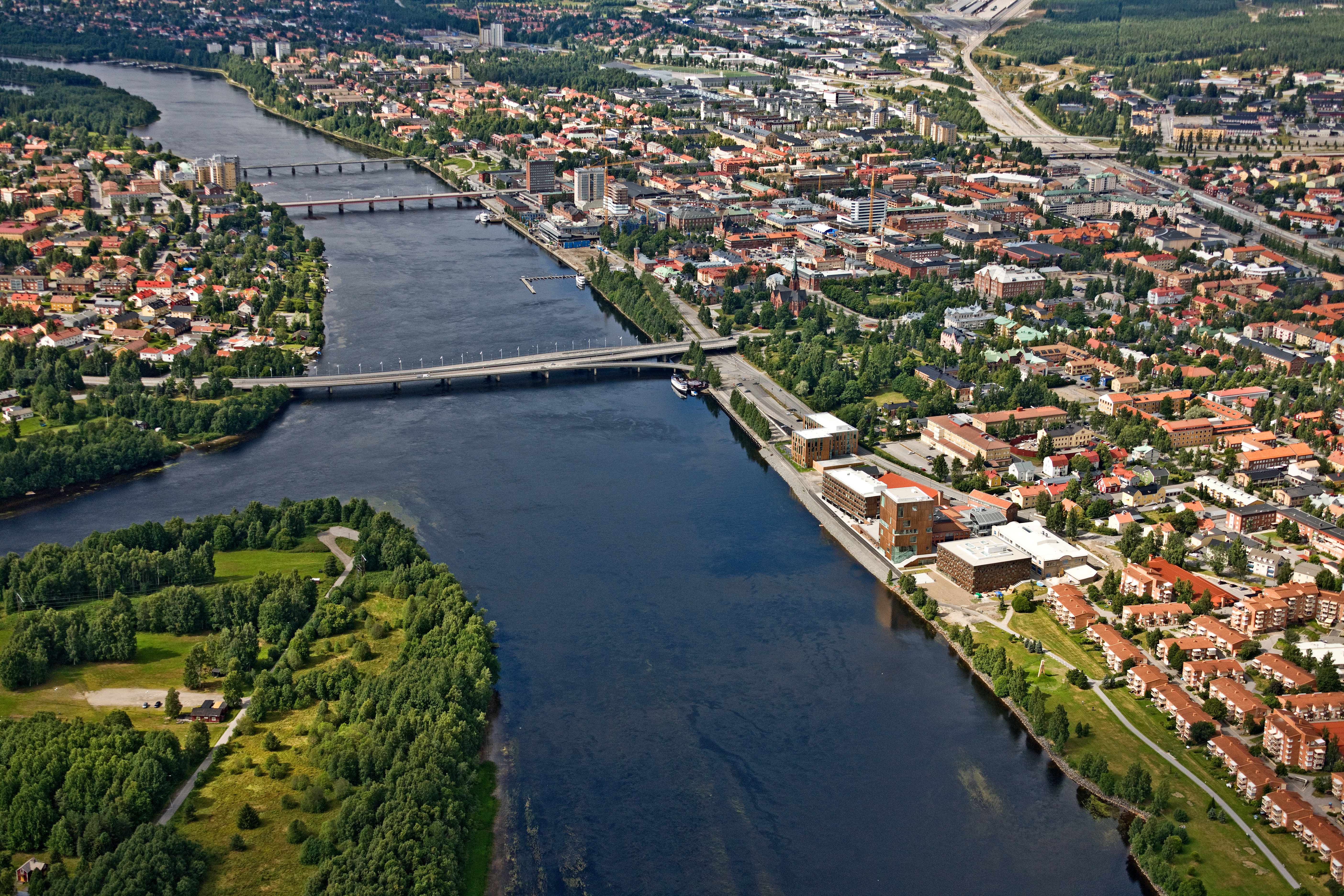
Vista aérea do centro da cidade de Umeå
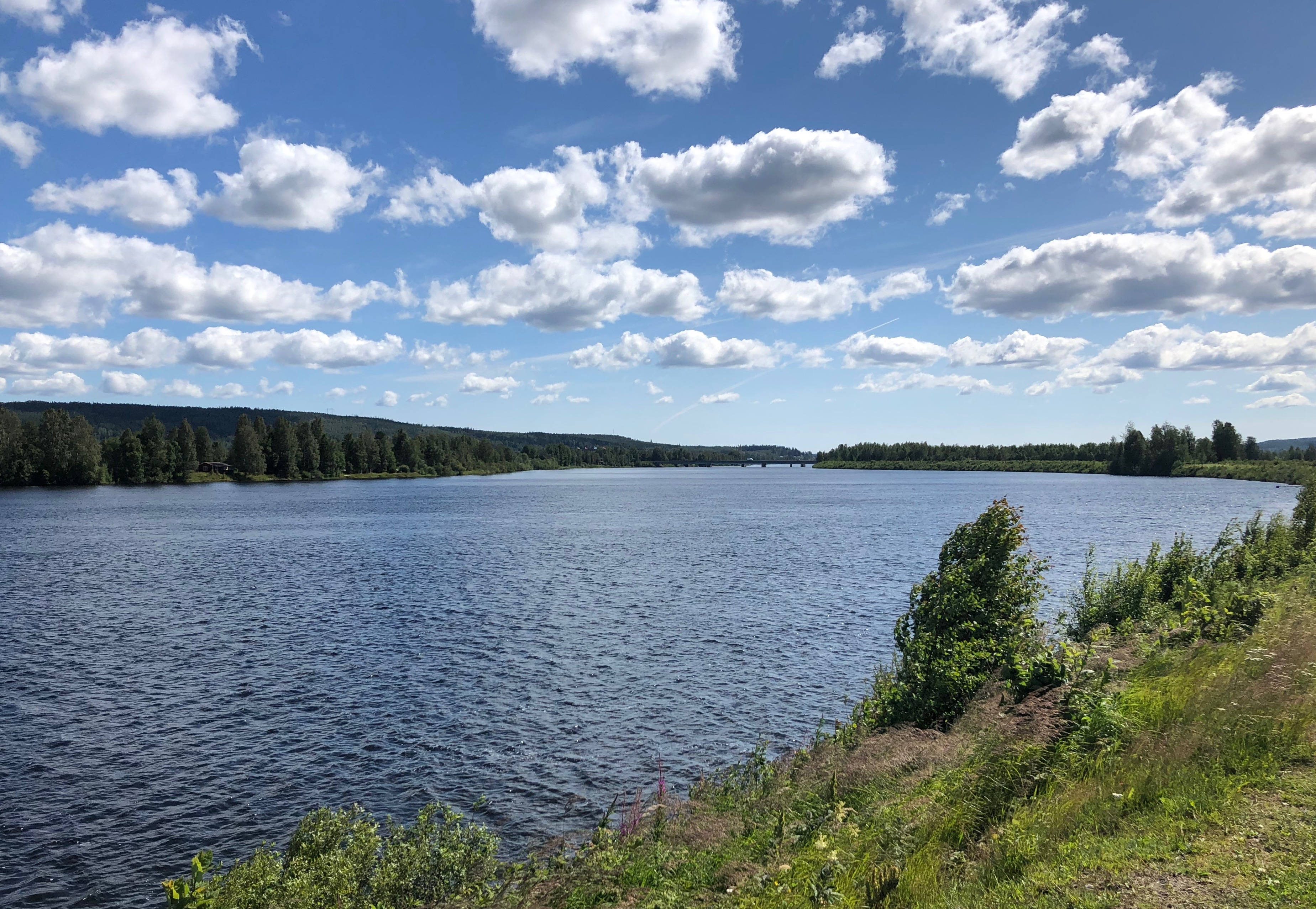
O rio Vindälven antes de desaguar no rio Umeälven
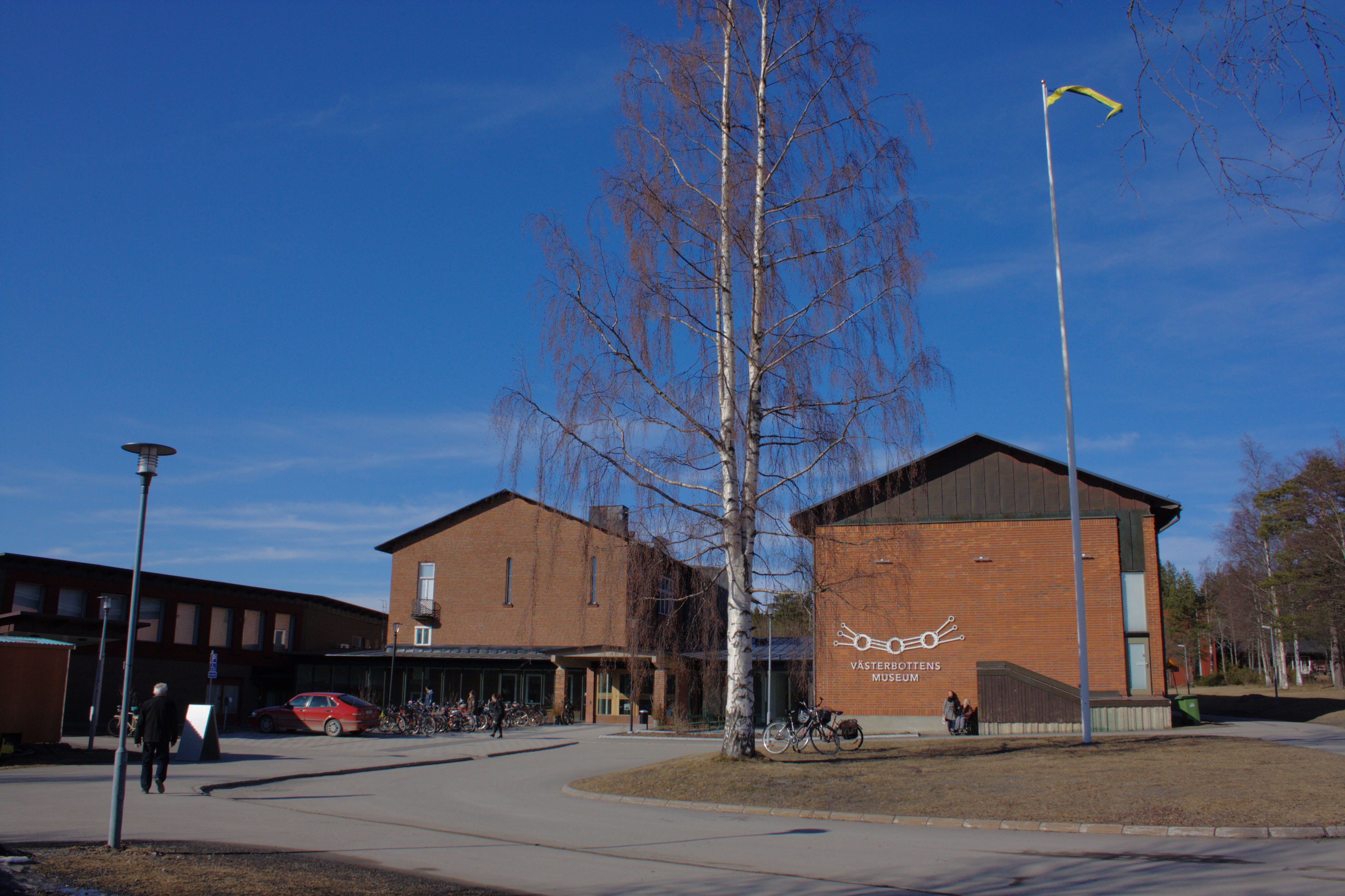
O Museu de Västerbotten em Umeå
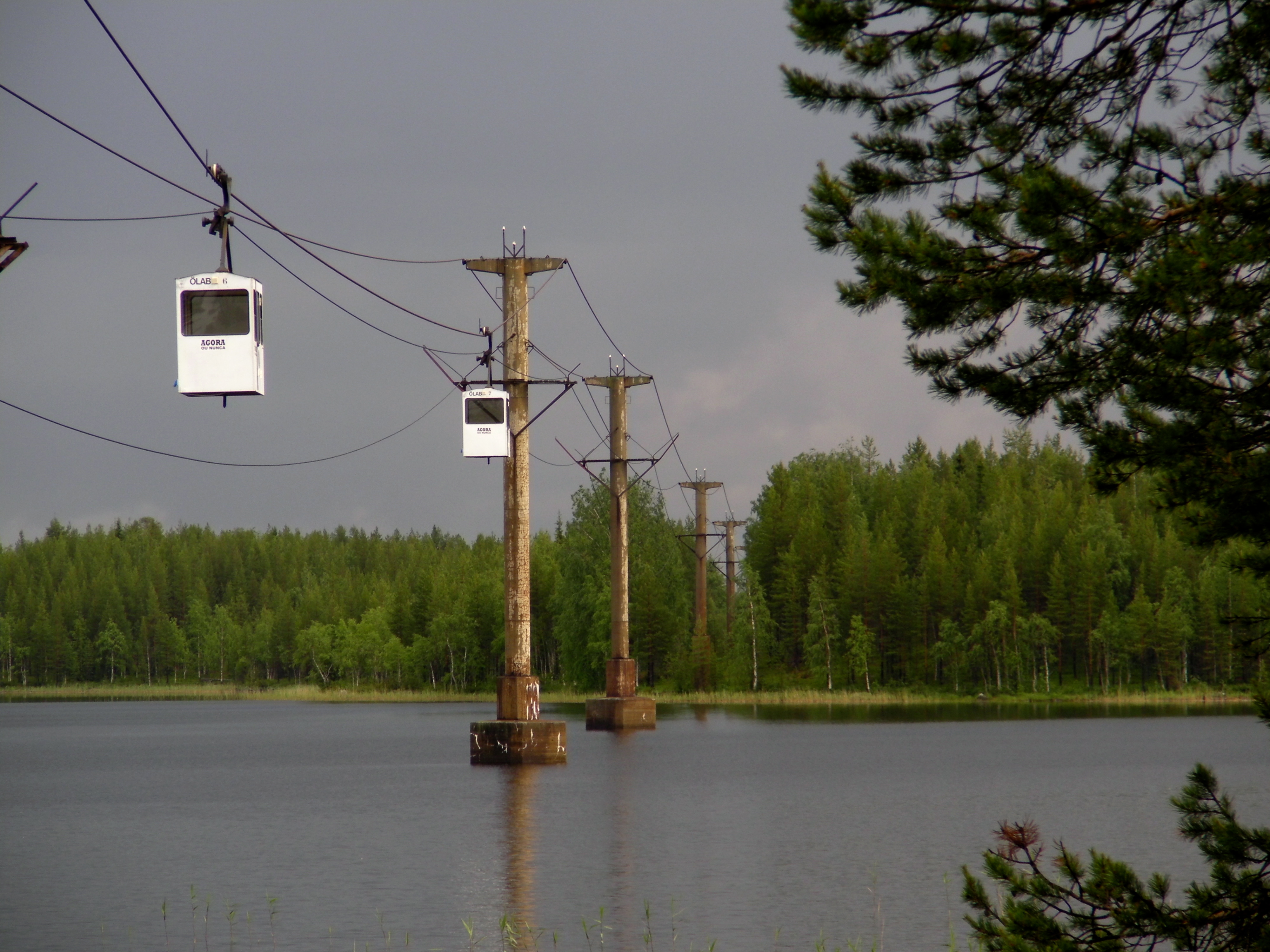
O teleférico Mensträk-Örträsk